# Vattenmelonstek

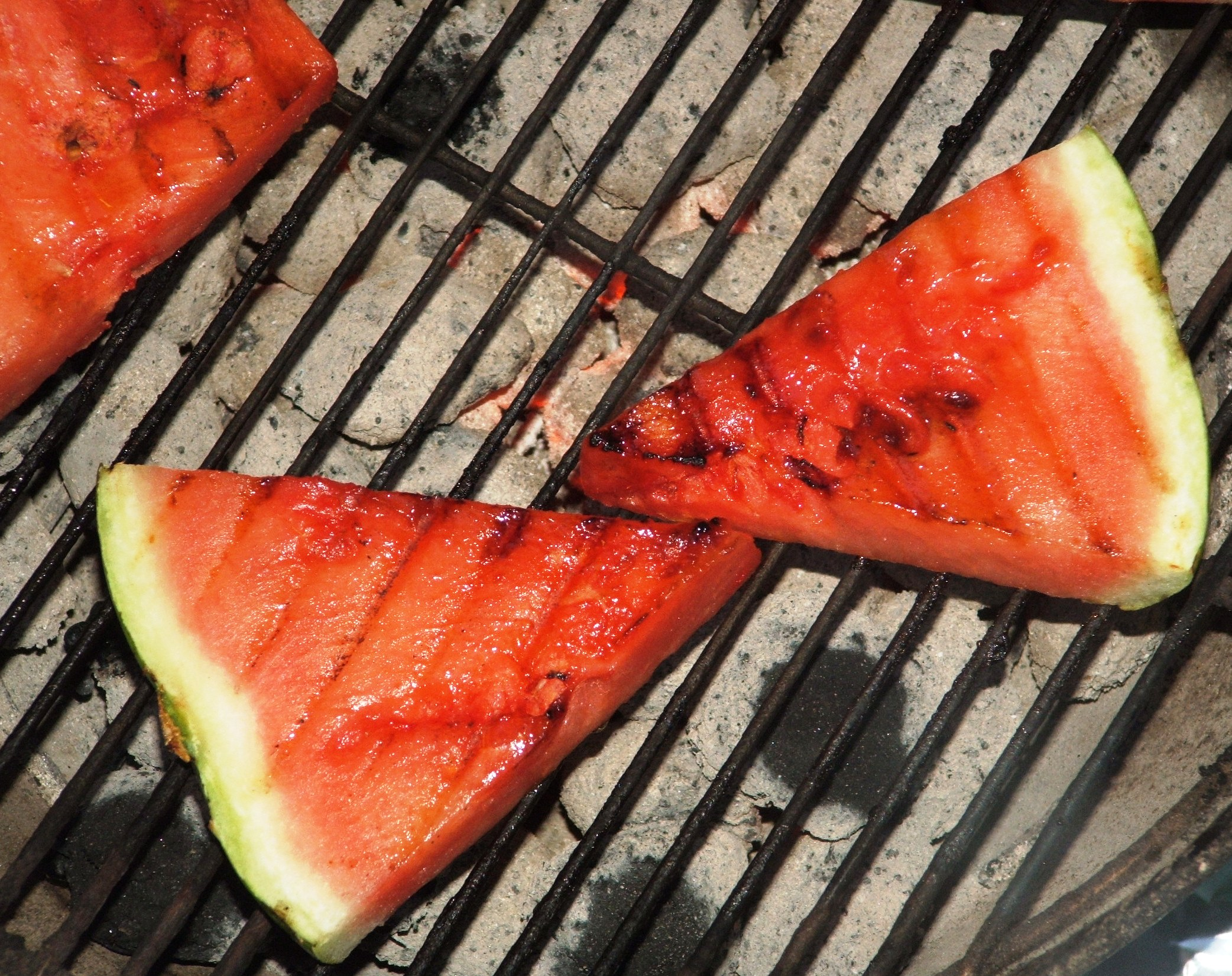
Vattenmelonsstekar på grillen

Vattenmelonstekar är stekformade bitar av vattenmelon, vanligtvis tillagade genom grillning. Stekarna kan också tillagas i stekpanna, ungsbakning eller genom att lägga dem i marinad och sedan rosta dem. Beroende på sättet kan det ta från fem minuter till två timmar. Vissa jämför texturen med svärtat kött medan andra beskriver smak och textur som unik. Det kallas för "vattenmelonstek" på grund av utseendet och texturen.
Om steken ungsbakas kan man få en textur likt den i rå fisk, skribenten Robert Nadeau på Boston Phoenix jämför grillad vattenmelon med svärtad rå tonfisk. Han tillägger att smaken på frukten "är inte söt, men inte köttig heller, men tillräckligt av svärtningen gör att det blir lite köttlikt".
Kokböcker föreslår ibland vattenmelonstek som ett köttsubstitut för vegetarianer. Kocken Jeffrey P. Fournier från Boston-området beskriver vattenmelonstek som sin paradrätt.